# Strapontin
Pour les articles homonymes, voir Strapontin (homonymie).

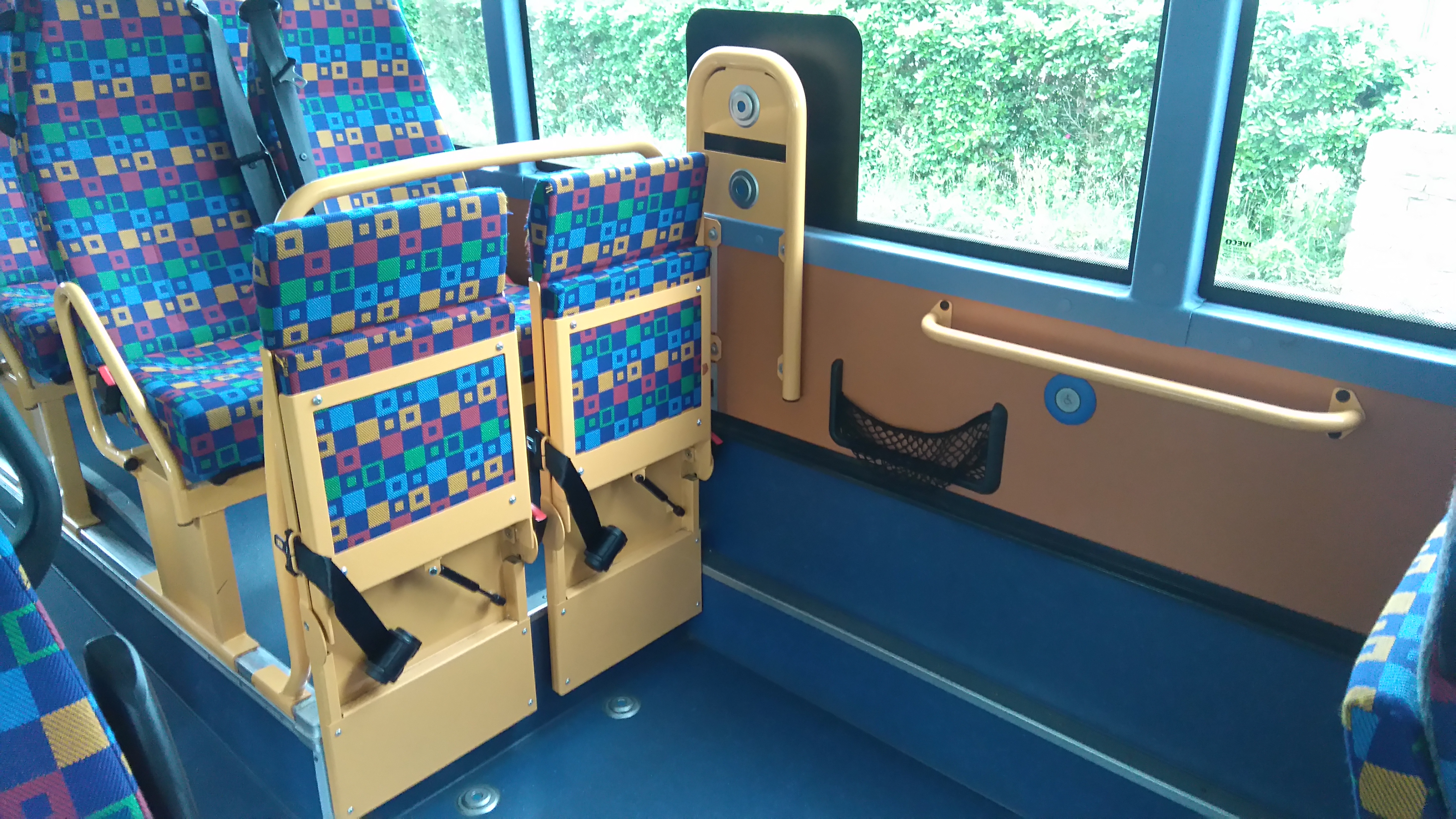
Strapontins d'un autocar.

Un strapontin est un siège à abattant. On en trouve par exemple dans les salles de spectacle ou véhicules de transports en commun. Il permet d'accroître le nombre de places assises de manière temporaire en laissant l'espace libre à d'autres moments. Le dossier peut être soit lié à une cloison, soit lui aussi dépliant. 
Au sens figuré, un strapontin désigne un rôle de second ordre au sein d'une organisation. Ainsi parle-t-on par exemple de « strapontin ministériel » pour évoquer une fonction de moindre importance dans un gouvernement.